# 韮崎駅
韮崎駅（にらさきえき）は、山梨県韮崎市若宮一丁目にある、東日本旅客鉄道（JR東日本）中央本線の駅である。駅番号はCO 46。
韮崎市の代表駅として指定されており、特急「あずさ」の一部が停車する。

## 歴史

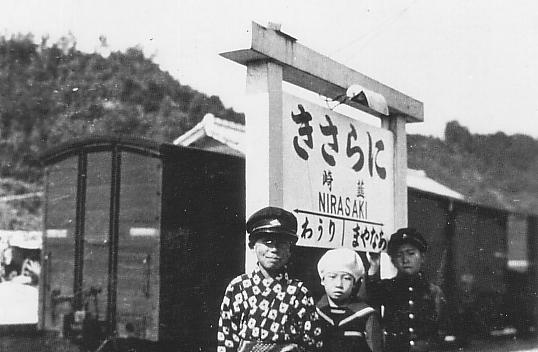
昭和戦前期の韮崎駅と少年たち

- 1903年（明治36年）12月15日：鉄道院中央本線 甲府駅 - 当駅間の開通と同時に開業[3]。旅客および貨物の取り扱いを開始[4]。
- 1904年（明治37年）12月21日：当駅 - 富士見駅間が開通[3]。
- 1947年（昭和22年）10月14日：昭和天皇の戦後巡幸のお召し列車が停車[5]。
- 1949年（昭和24年）6月1日：日本国有鉄道に移管[6]。
- 1963年（昭和38年）11月1日：電報取扱廃止[7]。
- 1970年（昭和45年）9月16日：複線化によるホーム移転で、スイッチバック運転を解消。
- 1972年（昭和47年）2月1日：貨物の取り扱いを廃止[4]。
- 1985年（昭和60年）3月14日：荷物の扱いを廃止[4]。
- 1987年（昭和62年）4月1日：国鉄分割民営化により、東日本旅客鉄道（JR東日本）の駅となる[4][8]。
- 2004年（平成16年）10月16日：ICカード「Suica」の利用が可能となる[9]。東京近郊区間に編入される[9]。
- 2014年（平成26年）5月：駅前広場がリニューアルされ、雨除けの屋根が設置される[10][11]。
- 2018年（平成30年）3月8日：自動改札機を導入[12]。
- 2021年（令和3年）10月31日：みどりの窓口の営業を終了[13][14]。

## 駅構造
島式ホーム1面2線を持つ築堤上の高架駅である。かつてはスイッチバック（現駅舎の奥で本線と離れている）があったが、複線化に際して本線上にホームを設置し、スイッチバックは廃止された。ホームは駅舎などより高い位置にある。ホームから駅舎へ行くには地下道を少し下る。
ホームは、12両編成相当の長さがある。勾配の区間にホームが設けられているため、小淵沢寄りに向かって線路とホームは緩い上り坂となっている。甲府寄りに階段、小淵沢寄りにエレベーターがある。小淵沢方に引き上げ線が、甲府方に本線と平行に設置された待避線がある。甲府駅 - 当駅間の区間列車が設定されている。甲府方にも小淵沢方にも折返しが可能である。のりばは駅舎側が1番線、反対側が2番線である。上り線のホームの長さは322 mあり、八王子支社の管轄の中では一番長い。
駅舎はコンクリート2階建て。2階部分がホームと同じ高さで職員専用の通路が2階からホームに伸びている。旅客の入ることができるのは1階のみで、待合所のほかに、自動券売機、指定席券売機、自動改札機が設置されている。
丸政の立ち食い蕎麦屋も駅舎に入居している。観光案内所は駅前にある韮崎市民交流センターに移転した。直営駅（駅長配置）であり、管理駅として、新府駅と穴山駅を管理している。

### のりば
| 番線 | 路線     | 方向 | 行先                 |
| ---- | -------- | ---- | -------------------- |
| 1    | 中央本線 | 下り | 小淵沢・松本方面     |
| 2    | 中央本線 | 上り | 甲府・大月・新宿方面 |

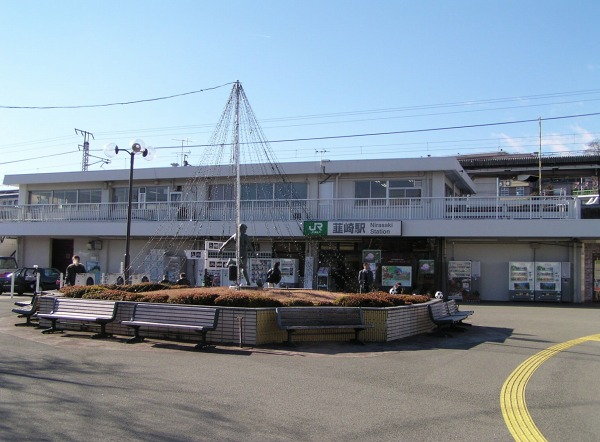
駅前屋根設置前の駅舎（2005年12月）
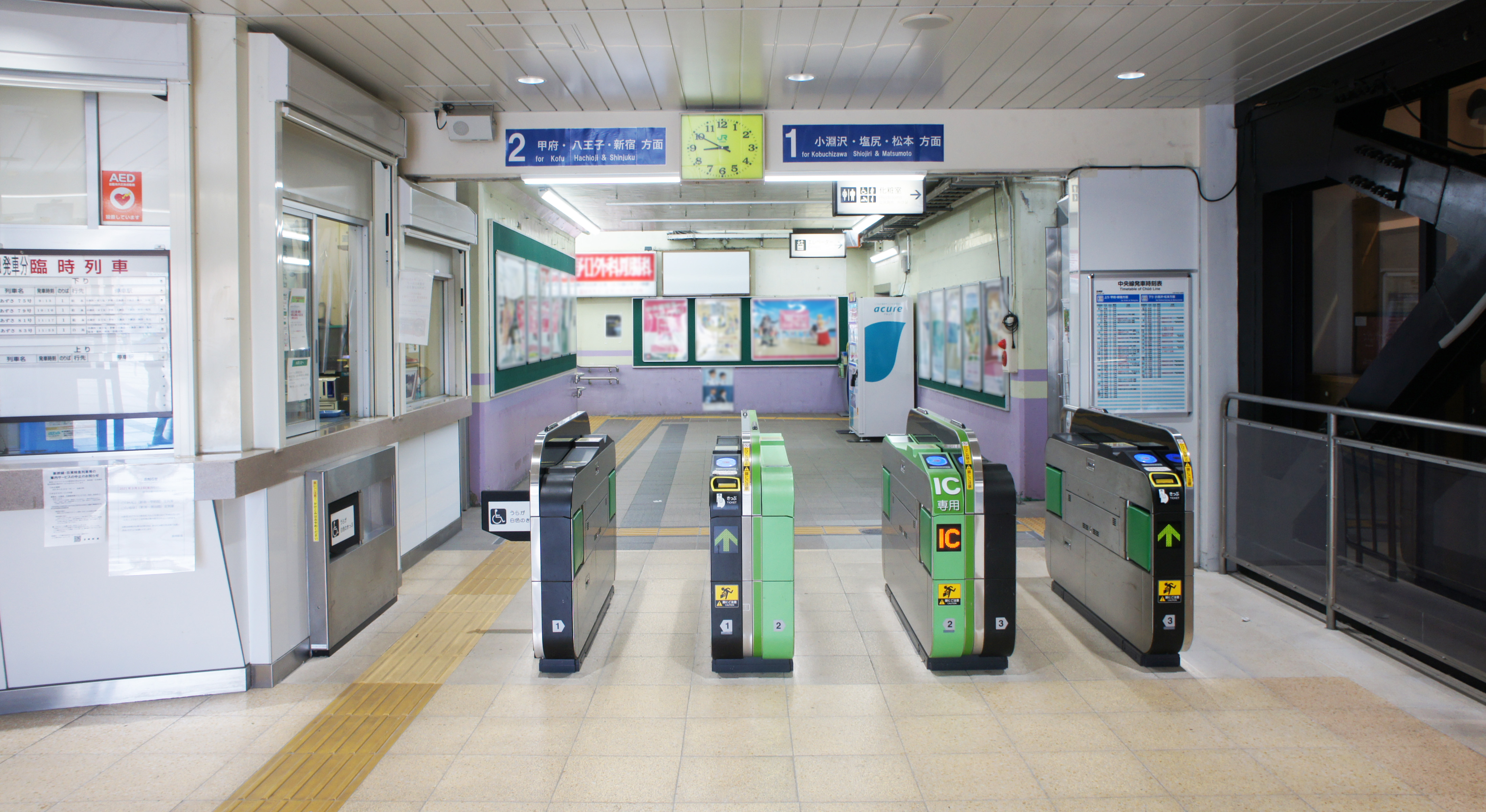
改札口（2021年6月）
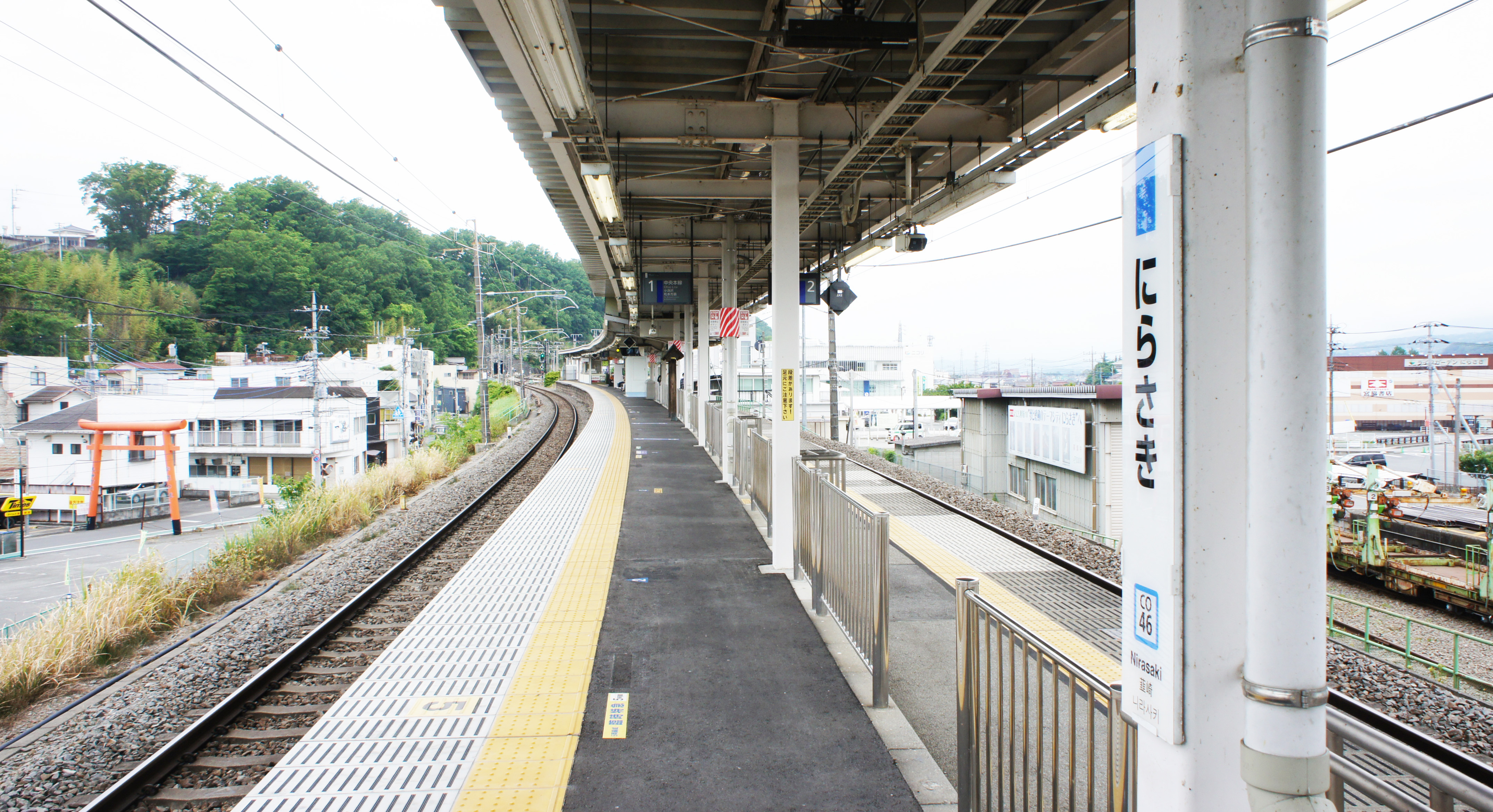
ホーム（2021年6月）

## 利用状況
JR東日本によると、2023年度（令和5年度）の1日平均乗車人員は2,373人である。
2000年度（平成12年度）以降の推移は以下のとおりである。
| 1日平均乗車人員推移 | 1日平均乗車人員推移 | 1日平均乗車人員推移 | 1日平均乗車人員推移 | 1日平均乗車人員推移 |
| 年度                | 定期外              | 定期                | 合計                | 出典                |
| ------------------- | ------------------- | ------------------- | ------------------- | ------------------- |
| 2000年（平成12年）  |                     |                     | 2,707               | [ 利用客数 2 ]      |
| 2001年（平成13年）  |                     |                     | 2,676               | [ 利用客数 3 ]      |
| 2002年（平成14年）  |                     |                     | 2,573               | [ 利用客数 4 ]      |
| 2003年（平成15年）  |                     |                     | 2,504               | [ 利用客数 5 ]      |
| 2004年（平成16年）  |                     |                     | 2,540               | [ 利用客数 6 ]      |
| 2005年（平成17年）  |                     |                     | 2,490               | [ 利用客数 7 ]      |
| 2006年（平成18年）  |                     |                     | 2,499               | [ 利用客数 8 ]      |
| 2007年（平成19年）  |                     |                     | 2,522               | [ 利用客数 9 ]      |
| 2008年（平成20年）  |                     |                     | 2,587               | [ 利用客数 10 ]     |
| 2009年（平成21年）  |                     |                     | 2,576               | [ 利用客数 11 ]     |
| 2010年（平成22年）  |                     |                     | 2,608               | [ 利用客数 12 ]     |
| 2011年（平成23年）  |                     |                     | 2,622               | [ 利用客数 13 ]     |
| 2012年（平成24年）  | 867                 | 1,754               | 2,621               | [ 利用客数 14 ]     |
| 2013年（平成25年）  | 856                 | 1,830               | 2,686               | [ 利用客数 15 ]     |
| 2014年（平成26年）  | 857                 | 1,681               | 2,539               | [ 利用客数 16 ]     |
| 2015年（平成27年）  | 869                 | 1,670               | 2,540               | [ 利用客数 17 ]     |
| 2016年（平成28年）  | 873                 | 1,708               | 2,582               | [ 利用客数 18 ]     |
| 2017年（平成29年）  | 896                 | 1,785               | 2,682               | [ 利用客数 19 ]     |
| 2018年（平成30年）  | 910                 | 1,768               | 2,678               | [ 利用客数 20 ]     |
| 2019年（令和元年）  | 872                 | 1,750               | 2,622               | [ 利用客数 21 ]     |
| 2020年（令和02年）  | 433                 | 1,457               | 1,891               | [ 利用客数 22 ]     |
| 2021年（令和03年）  | 523                 | 1,556               | 2,079               | [ 利用客数 23 ]     |
| 2022年（令和04年）  | 688                 | 1,603               | 2,291               | [ 利用客数 24 ]     |
| 2023年（令和05年）  | 799                 | 1,573               | 2,373               | [ 利用客数 1 ]      |

## 駅周辺

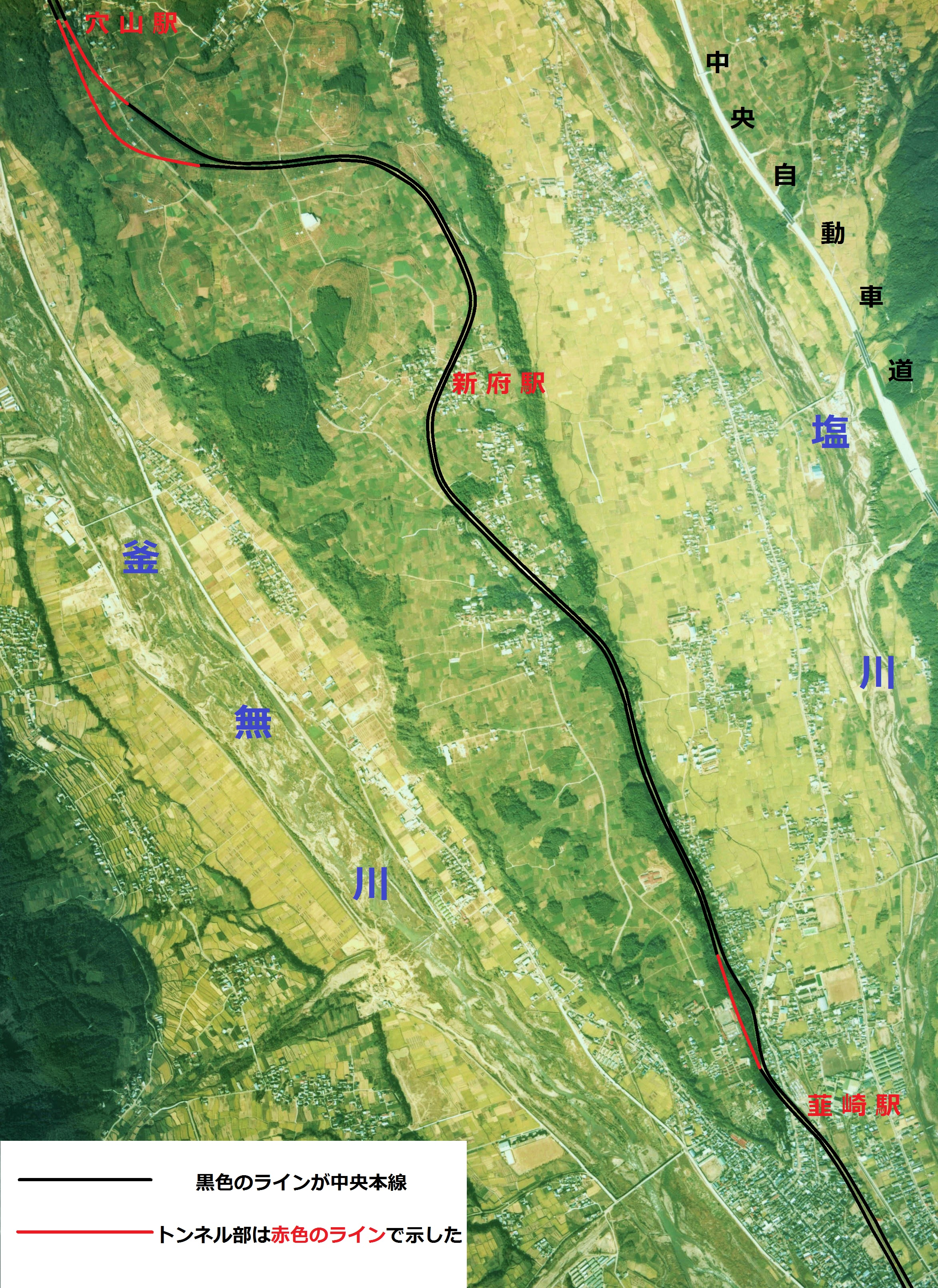
韮崎駅周辺の空中写真（1976年撮影）。

韮崎市の代表駅であり、駅周辺は韮崎市の中心部である。駅のホームから市役所が見える。駅前には広場が整備され、大規模な商業施設などが進出している。
- 韮崎市役所
- 韮崎市民交流センター NICORI（旧韮崎ショッピングセンタールネス）
- 甲斐警察署韮崎交番
- 韮崎市立韮崎小学校
- 山梨県立韮崎高等学校
- 韮崎郵便局
- 塩川
- 釜無川
- 国道20号
- 国道141号
- 中央自動車道
- ライフガーデンにらさき
- オギノ韮崎駅前店
- ホテルルートインコート韮崎
- 山梨中央銀行 韮崎支店

## バス路線
「韮崎駅」停留所にて、以下の路線が発着する。
| のりば | 運行事業者            | 路線・行先                                                                    | 備考                                                                    |
| ------ | --------------------- | ----------------------------------------------------------------------------- | ----------------------------------------------------------------------- |
| 1      | 韮崎市民バス          | - 竜岡線：竜岡中央公民館 - 穂坂線・社会福祉村線・円野線・竜岡線：韮崎市立病院 |                                                                         |
| 1      | 山梨交通              | - 08・35：甲府駅 - 韮崎営業所                                                 |                                                                         |
| 1      | - 近鉄バス - 山梨交通 | クリスタルライナー：あべの橋駅                                                | 昼行1本、夜行1本が運行。夜行はUSJまで運転                               |
| 2      | 山梨峡北交通          | - 韮崎瑞牆線：みずがき山荘 - 韮崎深田公園線：深田記念公園                     | - 「韮崎瑞牆線」は春 - 秋運転 - 「韮崎深田公園線」は春 - 秋の土休日運転 |
| 2      | 山梨交通              | 増富温泉郷                                                                    |                                                                         |
| 3      | 韮崎市民バス          | 円野線：上円井上                                                              |                                                                         |
| 3      | 山梨交通              | 下教来石下                                                                    |                                                                         |
| 4      | 韮崎市民バス          | - 穂坂線：柳平 - 社会福祉村線：社会福祉村                                     |                                                                         |
| 4      | 山梨交通              | 仁田平                                                                        |                                                                         |
| 4      | 山梨中央交通          | 鳳凰三山路線バス：青木鉱泉                                                    | 季節運行                                                                |

## 隣の駅
※当駅に一部が停車する特急「あずさ」（臨時運行の「かいじ」）の隣の停車駅は列車記事を参照。
東日本旅客鉄道（JR東日本）
 中央本線
塩崎駅 (CO 45) - 韮崎駅 (CO 46) - 新府駅 (CO 47)

### 記事本文
1. 1 2  『中央本線 初狩～小淵沢駅間へ「駅ナンバリング」を拡大しました』（PDF）（プレスリリース）東日本旅客鉄道八王子支社、2020年3月23日。オリジナルの2020年3月23日時点におけるアーカイブ。2020年3月23日閲覧。
2. 1 2  『週刊 JR全駅・全車両基地』 36号 松本駅・穂高駅・姨捨駅ほか70駅、朝日新聞出版〈週刊朝日百科〉、2013年4月21日、19頁。
3. 1 2 3  歴史でめぐる鉄道全路線 国鉄・JR 5号、22頁
4. 1 2 3 4 5  石野哲 編『停車場変遷大事典 国鉄・JR編 II』（初版）JTB、1998年10月1日、182頁。ISBN 978-4-533-02980-6。
5. ↑  宮内庁『昭和天皇実録第十』東京書籍、2017年3月30日、495頁。ISBN 978-4-487-74410-7。
6. ↑  歴史でめぐる鉄道全路線 国鉄・JR 5号、25頁
7. ↑  日本電信電話公社報　昭和38年11月19日第2099号
8. ↑  歴史でめぐる鉄道全路線 国鉄・JR 5号、27頁
9. 1 2  『首都圏でSuicaをご利用いただけるエリアが広がります』（PDF）（プレスリリース）東日本旅客鉄道、2004年8月23日。オリジナルの2019年7月9日時点におけるアーカイブ。2020年3月25日閲覧。
10. ↑  “駅前広場がリニューアルします”. 広報にらさき 2013年8月号 (韮崎市) (787):  pp. 2-3. (2013年8月1日).  オリジナルの2022年7月7日時点におけるアーカイブ。 2023年2月28日閲覧。
11. ↑  「韮崎駅前広場リニューアル」『広報にらさき 2014年6月号』韮崎市、2014年6月1日、10面。オリジナルの2022年7月6日時点におけるアーカイブ。2023年2月28日閲覧。
12. ↑  『韮崎駅がより快適な駅に生まれ変わります』（PDF）（プレスリリース）東日本旅客鉄道八王子支社、2018年2月15日。オリジナルの2018年3月24日時点におけるアーカイブ。2020年3月24日閲覧。
13. ↑  “駅の情報（韮崎駅）：JR東日本”.   東日本旅客鉄道. 2021年10月2日時点のオリジナルよりアーカイブ。2021年10月2日閲覧。
14. ↑  “2021年度 営業関係施策提案を受ける!” (PDF).   JTSU-E 八王子地本 (2021年4月28日). 2021年4月28日時点のオリジナルよりアーカイブ。2021年4月28日閲覧。
15. 1 2  “JR東日本：駅構内図・バリアフリー情報（韮崎駅）”.   東日本旅客鉄道. 2025年6月7日閲覧。

### 利用状況
1. 1 2  “各駅の乗車人員（2023年度）”.   東日本旅客鉄道. 2024年7月20日閲覧。
2. ↑  “各駅の乗車人員（2000年度）”.   東日本旅客鉄道. 2019年4月18日閲覧。
3. ↑  “各駅の乗車人員（2001年度）”.   東日本旅客鉄道. 2019年4月18日閲覧。
4. ↑  “各駅の乗車人員（2002年度）”.   東日本旅客鉄道. 2019年4月18日閲覧。
5. ↑  “各駅の乗車人員（2003年度）”.   東日本旅客鉄道. 2019年4月18日閲覧。
6. ↑  “各駅の乗車人員（2004年度）”.   東日本旅客鉄道. 2019年4月18日閲覧。
7. ↑  “各駅の乗車人員（2005年度）”.   東日本旅客鉄道. 2019年4月18日閲覧。
8. ↑  “各駅の乗車人員（2006年度）”.   東日本旅客鉄道. 2019年4月18日閲覧。
9. ↑  “各駅の乗車人員（2007年度）”.   東日本旅客鉄道. 2019年4月18日閲覧。
10. ↑  “各駅の乗車人員（2008年度）”.   東日本旅客鉄道. 2019年4月18日閲覧。
11. ↑  “各駅の乗車人員（2009年度）”.   東日本旅客鉄道. 2019年4月18日閲覧。
12. ↑  “各駅の乗車人員（2010年度）”.   東日本旅客鉄道. 2019年4月18日閲覧。
13. ↑  “各駅の乗車人員（2011年度）”.   東日本旅客鉄道. 2019年4月18日閲覧。
14. ↑  “各駅の乗車人員（2012年度）”.   東日本旅客鉄道. 2019年4月18日閲覧。
15. ↑  “各駅の乗車人員（2013年度）”.   東日本旅客鉄道. 2019年4月18日閲覧。
16. ↑  “各駅の乗車人員（2014年度）”.   東日本旅客鉄道. 2019年4月18日閲覧。
17. ↑  “各駅の乗車人員（2015年度）”.   東日本旅客鉄道. 2019年4月18日閲覧。
18. ↑  “各駅の乗車人員（2016年度）”.   東日本旅客鉄道. 2019年4月18日閲覧。
19. ↑  “各駅の乗車人員（2017年度）”.   東日本旅客鉄道. 2019年4月18日閲覧。
20. ↑  “各駅の乗車人員（2018年度）”.   東日本旅客鉄道. 2019年7月10日閲覧。
21. ↑  “各駅の乗車人員（2019年度）”.   東日本旅客鉄道. 2020年7月10日閲覧。
22. ↑  “各駅の乗車人員（2020年度）”.   東日本旅客鉄道. 2021年7月20日閲覧。
23. ↑  “各駅の乗車人員（2021年度）”.   東日本旅客鉄道. 2022年8月3日閲覧。
24. ↑  “各駅の乗車人員（2022年度）”.   東日本旅客鉄道. 2023年7月9日閲覧。